# PSYCHO (プロレスラー)
PSYCHO（サイコ、生年不明1月5日 - ）は、日本のプロレスラー。

## 特徴
- 痩身で手足が長く髪型はモヒカンという風貌。
- 見た目に反して高い身体能力を持ち、特に跳躍力は人並み外れたものを持っている。
- 入場曲は1度聞いたら忘れられないインパクトを持ち、曲に合わせて右手の拳を心臓の前において水平に振る独特のパフォーマンスを見せる。
- 公の場では一切喋ることがなく叫び声をあげるのみで、通常は他の選手がそれを翻訳してコメントを出す。
- 雑誌取材などに関しては筆談によってコミュニケーションをとることもあるが、X（旧：Twitter）では普通に日本語でつぶやいている。

## 経歴
- 2001年、プエルトリコ時代のKAIENTAI DOJOに入門。
- 12月13日、プエルトリコでPSYCHOとしてデビュー。
- 2002年4月20日、ディファ有明で開催されたK-DOJOの旗揚げ戦に合わせて日本に逆上陸。
- 2009年12月23日、2代目マリーンズマスク争奪戦に勝利してリングネームをマリーンズマスクに改名。
- 2010年1月3日、PSYCHOのリングネームを封印。
- 2012年5月6日、K-DOJOを退団。
- 10月15日、暗黒プロレス組織666でPSYCHOのリングネームの封印を解除。
- 2014年、愛媛県松山市出身で育ちはプエルトリコであることを公表。
- 2018年11月10日、愛媛プロレスに入団して"Cock Robin"the PSYCHOのリングネームで活動している[1]。

## 得意技
ハイフライバム
スワンダイブ式セントーンアトミコと同型。
ディアブルジャンプ
スウェ〜ニョ
120%スウェ〜ニョ
God Trap
サンボパッケージ
089
タナトス
レシーボ
シザーズキックと同型。相手の腹部にトーキックを叩き込み、相手を前屈みにさせて相手の右手にあるロープに跳んで助走して相手の側まで戻ってきたところで右足を振り上げながらジャンプして振り下ろした右足の脹脛を相手の後頭部目掛けて叩きつける。
コリエシュート
スクリューキックと同型。左足を軸にして体を左方向へと180度回転して相手に背中を向けた状態になったところで軸足を右足に切り替えて左足を振り上げながら体を左方向へと軽く捻ってジャンプして空中で振り抜いた右足の甲で相手の左側頭部を蹴り飛ばす。

## 入場曲
- 初代 : March of the Living Dead（THE MACHINE GUN TV） ※キングレコード「KAIENTAI DOJO」に収録
- 2代目 : March of the Living Dead〜evolutionary〜（THE MACHINE GUN TV） ※キングレコード「KAIENTAI DOJO 2」に収録

## タイトル歴
- UWA世界ミドル級王座
- WEWハードコアタッグ王座
- ワールドナイスガイガウン王座
- 四国統一タッグ王座

## テレビ出演
- プロレスKING（GAORA）
- ピタゴラスイッチ（NHK教育テレビ）

## マリーンズマスク（2代目）
マリーンズマスクは、プロ野球球団「千葉ロッテマリーンズ」をモチーフにした日本の覆面レスラー。本名：非公開。身長170cm。体重80kg。千葉県千葉市美浜区出身。KAIENTAI DOJO所属。

### 歴史
- 2010年1月11日、KAIENTAI DOJO千葉市民会館大会における、タイガースマスク&柏大五郎組戦でデビュー（パートナーは飯伏幸太）。

### 入場曲
- マリーンズマスクのテーマ

### タイトル歴
- インディペンデントワールド世界ジュニアヘビー級王座
- 千葉6人タッグ王座

## がばいじいちゃん
がばいじいちゃん（明治生まれ - ）は、日本のプロレスラー。本名：非公開。身長測定不能。体重50kg。佐賀県武雄市出身。九州プロレス所属。

### 特徴
- 黒電話で武雄の病院にも定期的に通っており、囲碁クラブにも行っている。
- 基本的に移動が遅くセコンド（ヘルパー）に連れられて入場することがほとんどである。また、セニアカーに乗り入場することもある。
- 歩行補助杖を｢体の一部｣として持参を認められており、移動の際は勿論の事打撃やロープブレイク時に使用している。
- 杖をついて移動するので試合の前半は動きが非常に遅いが、中盤から後半にかけて杖を手放さざるを得ない状況に追い込まれると驚異的なスピードを見せる。

### 経歴
- 2012年1月22日、九州プロレス北九州芸術劇場大会における対旭志織戦でデビュー。

### 得意技
がばいトーンボム
セントーンアトミコと同型。
じいちゃんボム
スパイラルボムと同型。
杖攻撃
唯一、杖を武器として使用が認められている。
杖式サムソンクラッチ
杖を使用して仕掛けるサムソンクラッチ。
拝み渡り
杖を使用してトップロープ上を渡るが、そのほとんどが股間を痛打して自滅する。

### 入場曲
- うれしか 楽しか ちゃーがつか（GABBA）

## サワディー仮面
- サワディー仮面（サワディーかめん、生年月日不明 - ）は、国籍不明の覆面レスラー。リングネームはタイ語における挨拶であるサワディーが由来。本名：非公開。身長体重不明。

### 歴史
- 2013年10月10日、さくらえみの要請に応じてプロレスリング我闘雲舞新木場1stRING大会に参戦して帯広さやか&ワンチューロ組戦でデビュー（パートナーは円華）[3][4]。

### 得意技
サワディーカースプラッシュ
シューティングスタープレスと同型。